# Thunder in the Distance
Thunder in the Distance è il terzo album del progetto AOR/hard rock Place Vendome.

## Tracce
1. Talk To Me (Alessandro Del Vecchio)
2. Power Of Music (Alessandro Del Vecchio)
3. Broken Wings (Brett Jones)
4. Lost In Paradise (Timo Tolkki)
5. It Can't Rain Forever (Camilla Andersson/Sören Kronqvist/Thomas Vikström)
6. Fragile Ground (Brett Jones)
7. Hold Your Love (Alessandro Del Vecchio)
8. Never Too Late (Alessandro Del Vecchio)
9. Heaven Lost (Alessandro Del Vecchio / Carmine Martone)
10. My Heart Is Dying 	(Tommy Denander/Nina Söderqvist)
11. Break Out (Magnus Karlsson)
12. Maybe Tomorrow (Andrea Cantarelli/Roberto Tiranti)
13. Thunder in the Distance (Alessandro Del Vecchio)

## Formazione
- Michael Kiske - voce
- Dennis Ward - basso
- Dirk Bruinenberg - batteria
- Uwe Reitenauer - chitarra
- Günter Werno - tastiere